# Torsten Hoffmann (Schauspieler)
Torsten Hoffmann (* 1977 in Ellwangen) ist ein deutscher Schauspieler, Sprecher, Theaterregisseur, Autor und künstlerischer Leiter.

## Leben
Hoffmann arbeitete zunächst als Bankkaufmann. Nach sechs Jahren begann er von 2000 bis 2003 dann seine Ausbildung zum staatlich anerkannten Schauspieler an der Live act Akademie der Schauspielkunst, staatlich anerkanntes Berufskolleg für darstellende Kunst in Bad Cannstatt.

### Film und Fernsehen
Hoffmanns erste Kinofilmrolle übernahm er im Jahr 2004 als Hauptdarsteller in der Rolle des „Lasse Reinmann“ in der Stuttgarter Independent-Soap Glückliche Tage. In den folgenden Jahren war er in verschiedenen Werbeproduktionen sowie Fernsehfilmen zu sehen, darunter im preisgekrönten SWR-Drama Nacht vor Augen (2007), das u. a. mit dem baden-württembergischen Drehbuchpreis und dem First Steps-Nachwuchspreis ausgezeichnet wurde.
Hoffmann trat auch in Unterhaltungssendungen wie Die Comedy-Falle (Sat.1) und Aktenzeichen XY … ungelöst (ZDF) auf. Im Rahmen des TV-Magazins Galileo (ProSieben) war er ein Jahr lang regelmäßig als Teil des sogenannten „Psy-Teams“ zu sehen.
Zu seinen weiteren Filmrollen zählen Auftritte in Kinoproduktionen wie Ein mieser Tag (2018), wo er die Nebenrolle des „Undertaker“ verkörperte, sowie in Mackie Messer – Brechts Dreigroschenfilm (2017). Darüber hinaus war Hoffmann auch in Imagefilmen, Kurzfilmen, Serienformaten und Coaching-Videos tätig.

### Theater
Hoffmann spielte unter anderem an der Württembergischen Landesbühne Esslingen, im Theater der Altstadt in Stuttgart, am Theaterhaus Stuttgart sowie im Studio Theater Stuttgart, 2009 spielte er auch bei der Rockoper Das Lied von Schillers Glocke mit Wolf Maahn in Marbach mit. Seit September 2024 ist er künstlerischer Leiter der Langenargener Festspiele.

### Sonstige Tätigkeiten
Hoffmann schrieb und veröffentlichte mit Nicole Bender sein Kinderbuch Enno, der kleine Elepfant, welches im Isensee Verlag erschienen ist. Ebenso ist Hoffmann Mitbegründer des ToNi Lesetheater in Stuttgart. Für das Theater LUNTE schrieb er sein erstes eigenes Theaterstück Luna Bar.

## Filmografie (Auswahl)
| Jahr | Titel                                    | Rolle                       | Format / Anmerkung            |
| ---- | ---------------------------------------- | --------------------------- | ----------------------------- |
| 2004 | 30 Miles                                 | Synchronstimme              | Spielfilm                     |
| 2004 | Glückliche Tage                          | Lasse Reinmann (Hauptrolle) | Kinofilm                      |
| 2008 | Nacht vor Augen                          | Nebenrolle                  | Kinofilm (SWR)                |
| 2009 | Kopf oder Zahl                           | Kleindarsteller             | Kinofilm (Thriller)           |
| 2010 | Galileo                                  | Psy-Team                    | TV-Magazin (ProSieben)        |
| 2013 | Herzlos                                  | Daniel                      | Kinofilm (Independent)        |
| 2014 | SOKO Stuttgart                           | Staatsanwalt                | TV-Serie (ZDF), Episodenrolle |
| 2015 | Decker – Der Film                        | Nebenrolle                  | Kinoproduktion (Independent)  |
| 2018 | Ein mieser Tag                           | Undertaker                  | Kinofilm (Amazon Prime)       |
| 2018 | Mackie Messer – Brechts Dreigroschenfilm | Kleindarsteller             | Kinofilm                      |
| 2020 | Verstehen Sie Spaß?                      | Gast                        | TV-Show (ARD)                 |
| 2021 | Das letzte Grün                          | Einsatzleiter               | Kurzspielfilm                 |
| 2024 | Im Rosengarten (AT)                      | Freund von Christian        | Kinofilm                      |